# 天満宮 (鎌倉市上町屋)

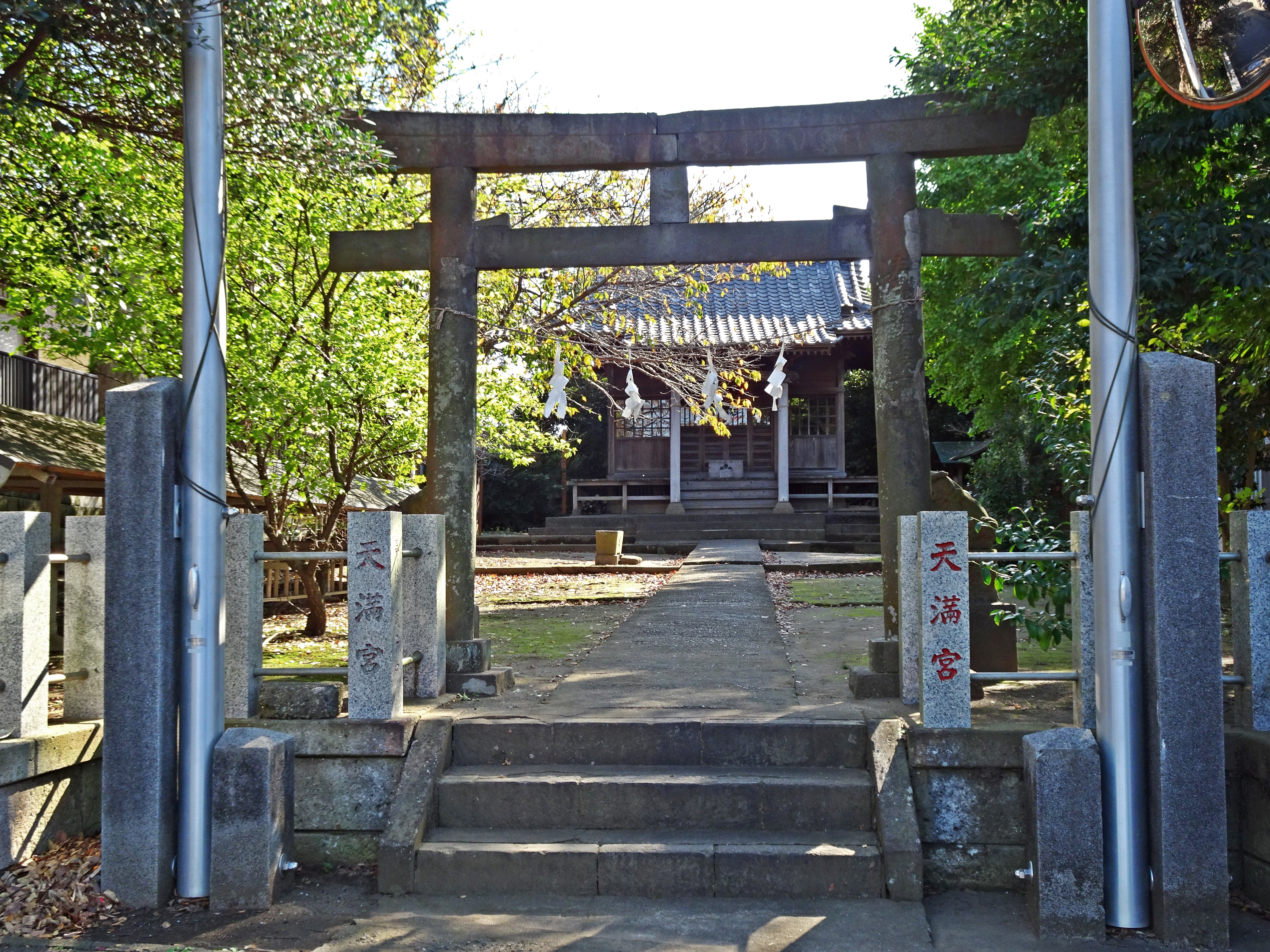
鳥居

天満宮（てんまんぐう）は、神奈川県鎌倉市上町屋に鎮座する神社。

## 歴史
創建年代は不明である。ただ社伝によれば、平良文が霊夢を見て天神を勧請したということから、平安時代中期に創建されたものと推測される。泉光院が別当寺であった。
現在の本殿は1840年（天保11年）に建てられたものである。

## 文化財
- 庚申塔（寛文十年銘）（鎌倉市指定有形文化財 昭和40年3月30日指定）[2]

## 交通アクセス
- 湘南モノレール湘南深沢駅より北西へ徒歩10分。